# 第26回ワールドスーパージョッキーズシリーズ
2012年11月24日、11月25日に東京競馬場で施行された第26回ワールドスーパージョッキーズシリーズについて記述する。

## 概要
2012年から東京競馬場と阪神競馬場との隔年開催となり本年は東京競馬場で行われた。なお、2010年は1日3競走だったが今回から2日間4競走で行われる。そのため新たにマーヴェラスジョッキーズトロフィーが加えられた。
全出場騎手は11月12日に発表された。

## レーススケジュール
| レース番号         | 発走時刻 | レース名                                     | 施行距離    | 出走条件                    |
| ------------------ | -------- | -------------------------------------------- | ----------- | --------------------------- |
| 5回東京7日第9競走  | 14時15分 | 2012エクセレントジョッキーズトロフィー       | 芝1600m     | 3歳以上1000万下（混合）定量 |
| 5回東京7日第11競走 | 15時25分 | 2012ファンタスティックジョッキーズトロフィー | 芝1400m     | 3歳以上1600万下（混合）定量 |
| 5回東京8日第8競走  | 13時50分 | 2012マーヴェラスジョッキーズトロフィー       | ダート1600m | 3歳以上1000万下（混合）定量 |
| 5回東京8日第10競走 | 15時01分 | 2012プロミネントジョッキーズトロフィー       | 芝2000m     | 3歳以上1600万下（混合）定量 |

## 出場騎手
| 騎手名                     | 地区       | 国             | 出場回数     |
| -------------------------- | ---------- | -------------- | ------------ |
| ジョン・ムルタ             | ヨーロッパ | アイルランド   | 3年連続7回目 |
| ウィリアム・ビュイック     | ヨーロッパ | イギリス       | 初出場       |
| ライアン・ムーア           | ヨーロッパ | イギリス       | 2年ぶり4回目 |
| アンドレアシュ・シュタルケ | ヨーロッパ | ドイツ         | 4年ぶり3回目 |
| クリストフ・スミヨン       | ヨーロッパ | フランス       | 2年ぶり3回目 |
| ミルコ・デムーロ           | ヨーロッパ | イタリア       | 初出場       |
| クレイグ・ウィリアムズ     | オセアニア | オーストラリア | 2年ぶり6回目 |
| ザカリー・パートン         | アジア     | 香港           | 初出場       |
| 山口勲                     | 佐賀       | 日本           | 初出場       |
| 蛯名正義                   | 美浦       | 日本           | 3年連続7回目 |
| 内田博幸                   | 美浦       | 日本           | 2年ぶり5回目 |
| 柴田善臣                   | 美浦       | 日本           | 8年ぶり8回目 |
| 岩田康誠                   | 栗東       | 日本           | 2年連続7回目 |
| 浜中俊                     | 栗東       | 日本           | 初出場       |
| 池添謙一                   | 栗東       | 日本           | 2年連続2回目 |

補欠騎手
| 騎手名   | 地区 |
| -------- | ---- |
| 横山典弘 | 美浦 |
| 福永祐一 | 栗東 |
| 戸崎圭太 | 大井 |

- 北アメリカ地区からは1人も選出されなかった。
- 柴田善臣は前年のワールドスーパージョッキーズシリーズ終了後である2011年12月17日に、JRA通算2,000勝を達成し選考委員会で「顕著な活躍を認められた騎手」として特別枠で選出された（勝利度数では関東7位）。なお、関東1位で選出された蛯名正義も、当年1月21日にJRA通算2,000勝を達成している（当時の現役騎手では、この2名の他に武豊・横山典弘が該当する）。
- 池添謙一は当年のサマージョッキーズシリーズ優勝者として選出された（勝利度数では関西11位）。

## レース結果

### ポイント表
| 順位 | 騎手名                     | 国・所属       | 合計ポイント | エクセレントJT | ファンタスティックJT | マーヴェラスJT | プロミネントJT |
| ---- | -------------------------- | -------------- | ------------ | -------------- | -------------------- | -------------- | -------------- |
| 1    | ザカリー・パートン         | 香港           | 52P          | 1着（20P）     | 10着（2P）           | 5着（10P）     | 1着（20P）     |
| 2    | 浜中俊                     | 関西           | 40P          | 8着（4P）      | 4着（11P）           | 1着（20P）     | 7着（5P）      |
| 3    | ライアン・ムーア           | イギリス       | 37P          | 7着（5P）      | 2着（15P）           | 2着（15P）     | 10着（2P）     |
| 4    | 蛯名正義                   | 関東           | 30P          | 3着（13P）     | 2着（15P）           | 14着（1P）     | 12着（1P）     |
| 5    | クレイグ・ウィリアムズ     | オーストラリア | 29P          | 5着（10P）     | 6着（6P）            | 4着（11P）     | 11着（2P）     |
| 6    | 柴田善臣                   | 関東           | 27P          | 13着（1P）     | 11着（2P）           | 3着（13P）     | 4着（11P）     |
| 6    | 山口勲                     | 佐賀           | 27P          | 15着（1P）     | 1着（20P）           | 7着（5P）      | 14着（1P）     |
| 8    | ミルコ・デムーロ           | イタリア       | 26P          | 4着（11P）     | 14着（1P）           | 8着（4P）      | 5着（10P）     |
| 9    | クリストフ・スミヨン       | フランス       | 24P          | 12着（1P）     | 8着（4P）            | 6着（6P）      | 3着（13P）     |
| 10   | ウィリアム・ビュイック     | イギリス       | 22P          | 2着（15P）     | 7着（5P）            | 15着（1P）     | 13着（1P）     |
| 11   | 池添謙一                   | 関西           | 19P          | 14着（1P       | 15着（1P）           | 10着（2P）     | 2着（15P）     |
| 12   | アンドレアシュ・シュタルケ | ドイツ         | 18P          | 11着（2P）     | 5着（10P）           | 9着（3P）      | 9着（3P）      |
| 13   | 内田博幸                   | 関東           | 16P          | 6着（6P）      | 9着（3P）            | 13着（1P）     | 6着（6P）      |
| 14   | ジョン・ムルタ             | アイルランド   | 8P           | 10着（2P）     | 13着（1P）           | 12着（1P）     | 8着（4P）      |
| 15   | 岩田康誠                   | 関西           | 7P           | 9着（3P）      | 12着（1P）           | 11着（2P）     | 15着（1P）     |

### 達成された記録
- ザカリー・パートンはエクセレントジョッキーズトロフィーでショウナンラムジに騎乗し、中央競馬初勝利を果たした。
- 山口勲はファンタスティックジョッキーズトロフィーでブラボースキーに騎乗し、中央競馬初勝利を果たした。